# Чумгалакова, Юлия Вадимовна
Юлия Вадимовна Чумгалакова (род. 31 декабря 1997, Домодедово, Московская область, Россия) — российская боксёрша. Член сборной России по боксу, двукратная чемпионка Европы по боксу (2019, 2024), серебряный призёр чемпионата мира 2025 года, трёхкратная чемпионка России по боксу (2020, 2023, 2024), чемпионка Всероссийской Спартакиады по боксу в любителях (2022).

## Биография
Родилась 31 декабря 1997 года в городе Домодедово, Московская область. 
В 11 лет вместе с сестрой пришла в секцию бокса. Через год принимала участие в юношеских соревнованиях. Намного позже, будучи совершеннолетней, начала ездить на взрослые чемпионаты Европы, России, где в обеих странах стала двухкратной чемпионкой по боксу. Является чемпионкой Всероссийской Спартакиады по боксу в любителях. Имеет спортивное звание «Мастер спорта России международного класса».

## Спортивная карьера
С 2015 года постоянно попадает в призёры взрослого чемпионата России по боксу среди женщин.
На чемпионате Европы 2019 года, который состоялся в Алькобендасе в конце августа, российская спортсменка завершила финальным поединком, победив английскую спортсменку Деми-Джейд Рецн, и в результате завоевала первый серьёзный титул, став чемпионкой Европы.
В ноябре 2023 года, в Уфе стала чемпионкой России в весе до 48 кг, в финале по очкам 5:0 победив Александру Кулешову.
В 2024 году стала чемпионкой Европы в Белграде. На финальном поединке победила сербку Кристину Над Варгу. В ноябре 2024 года в третий раз в карьере стала чемпионкой страны.
Решением тренерского штаба в марте 2025 года была включена в состав сборной России для участия в чемпионате мира, который состоится в Сербии с 8 по 17 марта. В финале весовой категории до 48 кг уступила казахстанской спортсменке Назым Кызайбай и стала серебряным призёром турнира. 